# Alexandre Luiz Fernandes
Alexandre Luiz Fernandes, meglio noto come Alê (San Paolo, 21 gennaio 1986), è un calciatore brasiliano, centrocampista del São-Carlense.